# Phlogochroa rubida
Phlogochroa rubida là một loài bướm đêm trong họ Noctuidae.

## Hình ảnh

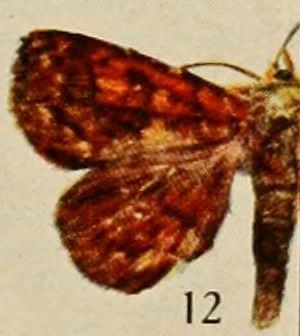